# Dépression interdunaire

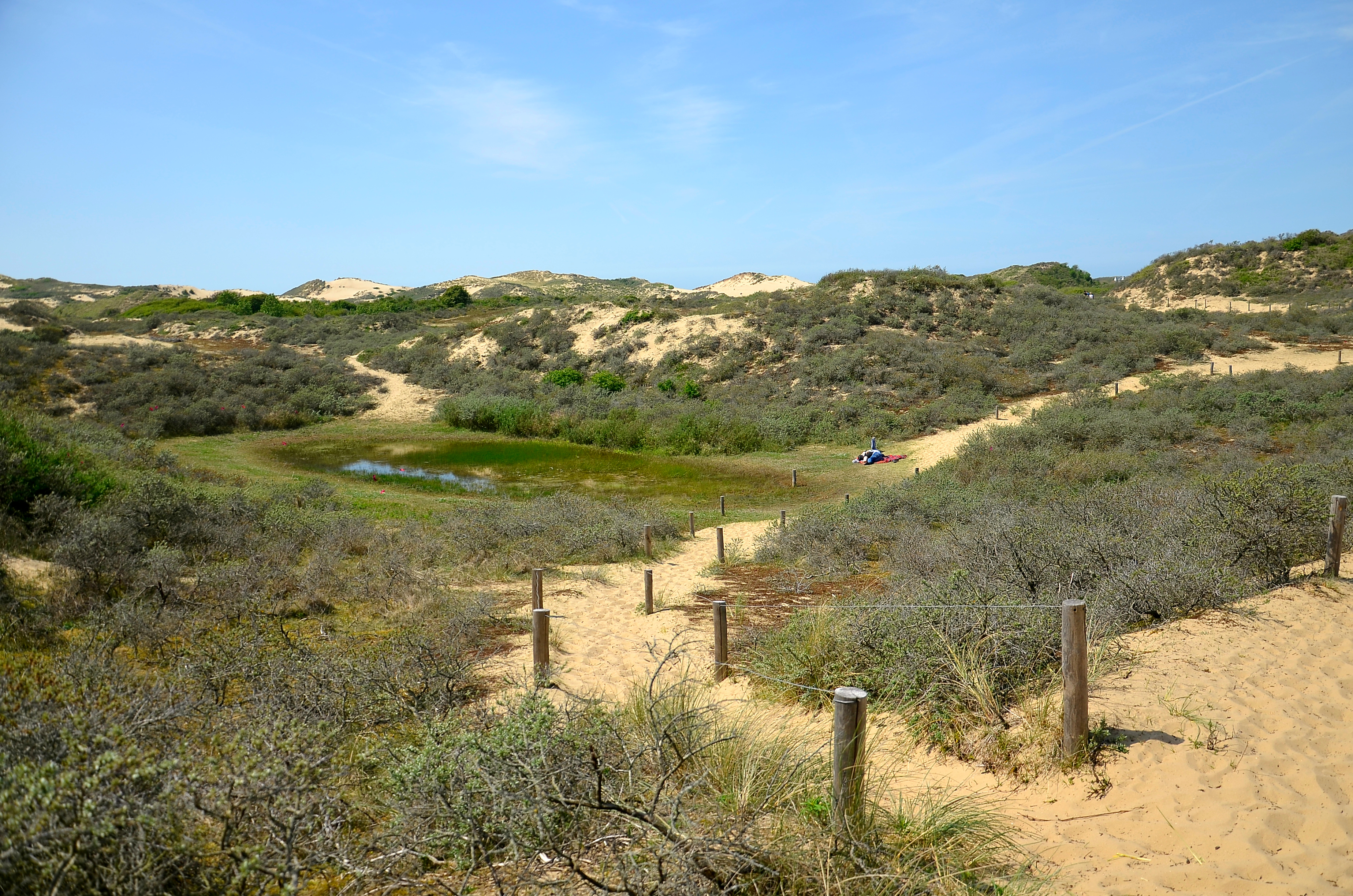
Contrairement à une idée reçue, certaines dunes fixées ou des champs de dunes ne sont pas des milieux secs. Le massif dunaire de la Slack abrite des mares en général temporaires, appelées pannes, et une mosaïque d'habitats naturels favorables au développement de la biodiversité spécifique.

Une dépression interdunaire,  également appelée dépression interdunale et localement panne (nord de la France) ou lette (Landes de Gascogne), est une dépression herbeuse allongée, sèche ou humide, située à l'arrière d'un cordon dunaire littoral et généralement inscrite entre deux dunes de la zone rétro-littorale.

## Présentation
C'est un écosystème sec ou plus souvent humide en milieu dunaire. Les naturalistes désignent ces milieux comme appartenant à l'hygrosère dunaire. Il s'agit de dépressions creusées par le vent dans les dunes jusqu'au niveau de la nappe phréatique proche de la surface topographique. À l'origine, beaucoup de ces dépressions sont de simples cuvettes sur l'estran recouvertes par la mer lors des grandes marées. Progressivement, des cordons de sable les ont isolées des intrusions marines. Creusées par la déflation éolienne, elles sont alimentés par l'infiltration des eaux de pluie ou les remontée du niveau de la nappe phréatique qui peuvent provoquer leur inondation. Certaines de ces cuvettes peuvent être d'origine anthropique (mares, anciennes carrières de sable, trous de bombe). D'autres sont alimentées par l'eau de mer infiltrée en profondeur dans les sables, formant des souillère temporaires dont le substrat limoneux salé n’est recouvert que d'algues halophiles supportant les périodes d'exondation.
Éléments en creux des paysages dunaires, ces espaces présentent des physionomies et des tailles variables selon les conditions hydrologiques et la salinité. Les pannes sèches abritent la flore des dunes fixées. Les pannes humides comprennent des mares, des pelouses humides, des roselières (voir Scirpe maritime (Bolboschoenus maritimus), Roseau (Phragmites australis), Marisque (Cladium mariscum)), des cariçaies et des jonchaies. Le substrat sableux, enrichi en débris coquilliers, apporte un caractère alcalin d'autant plus particulier qu'il s'agit de massifs dunaires en secteur cristallin comme en Bretagne. Les dépressions dunaires constituent alors des habitats pouvant accueillir des Orchidées comme la très protégée Liparis de Loesel (Liparis loeselii, qui fait l'objet d'un plan d'action national en France).
Les végétations des dépressions humides arrière-dunaires ou inter-dunaires sont présentes sur une majorité des côtes sédimentaires sableuses du littoral de la mer du Nord, de la Manche et de l’Atlantique mais également dans certains massifs dunaires des côtes méditerranéennes. Cet habitat est représentatif du domaine biogéographique atlantique.

## Étymologie
Le terme de lette (ou lète ou lède) est la francisation du gascon leta ou leda, lui-même issu du latin latus, lata : large.

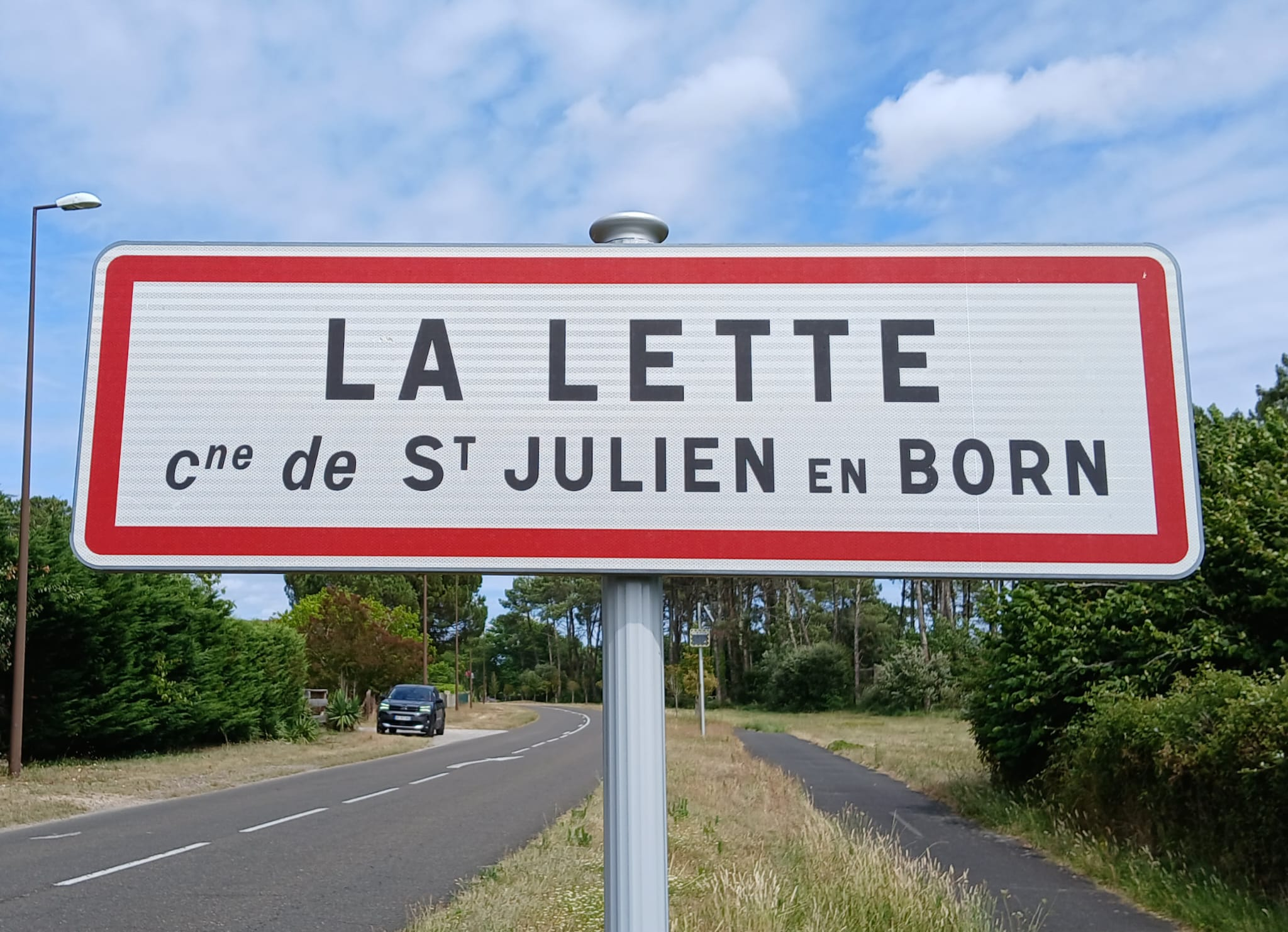
Panneau  d'entrée de La Lette, à Saint-Julien-en-Born.
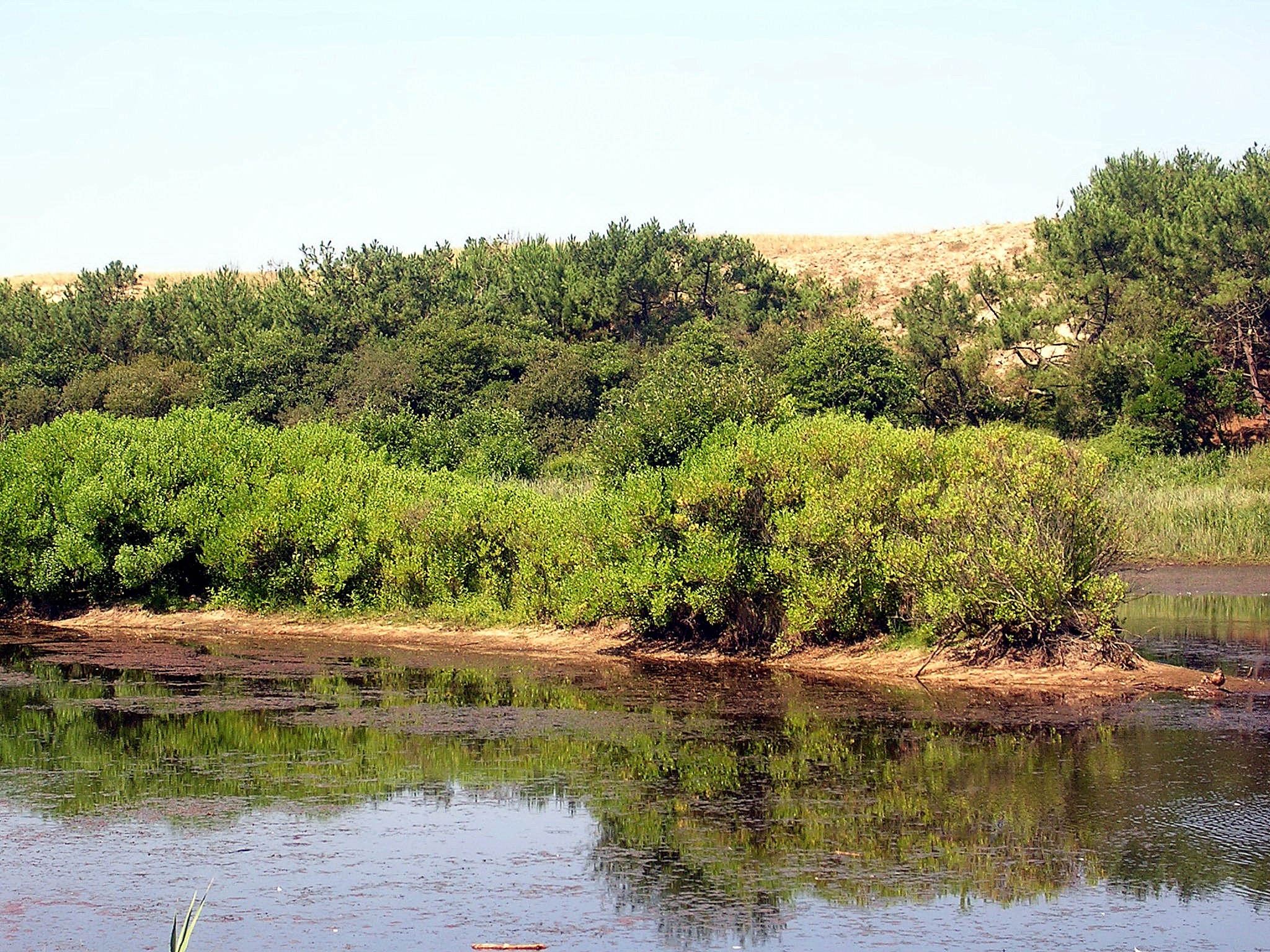
Zone humide de la Lette de la Côte, à Mimizan.

## Géomorphologie
Ces dépressions ont des formes, profondeur, salinité et microclimats variés, souvent associés à des espèces rares ou typiques de ces milieux. 
Des Pays-Bas à l'Espagne, ces milieux ont parfois pour origine des trous de bombe ou d'obus, que le pâturage extensif a parfois préservé de l'embroussaillement. Localement, elles ont - notamment dans certaines zones embroussaillées ou boisées -  été creusées par des chasseurs pour abreuver et attirer ou chasser le gibier (chevreuils, sangliers, oiseaux...), avec alors de possibles problèmes de saturnisme aviaire et pollution par le plomb de chasse.

## Dynamique dunaire et habitats
Ces petites cuvettes sont des milieux instables, fortement dépendants de l'hydrologie, des variations climatiques, notamment des précipitations et des oscillations de la nappe phréatique, et de l'état de la couverture végétale. 

Ces milieux sont globalement transitoires et éphémères. Comme l'ensemble des milieux humides, leur évolution naturelle peut être assez rapide ; la dynamique naturelle conduit à une colonisation du milieu par des ligneux (comme le Saule des dunes, l'Argousier, etc.) pour se fermer en un boisement où la diversité floristique s'amoindrit. Les phases de sécheresse accélère le processus.
L'hiver, les pannes forment souvent des mares généralement asséchées l'été. La durée d'inondation détermine la succession des groupements végétaux, allant de groupements aquatiques à des végétations tourbeuses et prairiales et toute une déclinaison de cortèges amphibies intermédiaires (voir Corine Biotope). La partie la plus basse de la dépression est souvent inondée pendant la majeure partie de l'année, Potamots (Potamogeton pectinatus, P. gramineus, etc.), Characées (Chara sp.), Hottonie des marais (Hottonia palustris) s'y retrouvent.
La classification des habitats de l'Union européenne les distribue en cinq sous-types (voir Code Corine 16.31 à 16.35) : 
- des mares dunaires (associations : Charetum tomentosae, Elodeetum canadense, Hippuridetum vulgaris, Hottonietum palustris, Potametum pectinati) en communautés aquatiques d’eau douce, de pièces d’eau permanentes des pannes,
- des pelouses pionnières des pannes (Juncenion bufonii p. ; Gentiano-Erythraeetum littoralis) : ces formations pionnières colonisent les sables humides et des ourlets des pannes, sur sols de salinité basse,
- des bas-marais dunaires constitués en communautés de bas-marais alcalins, parfois acides, souvent envahies par des saules rampants qui occupent les parties les plus humides des pannes dunaires,
- des prairies humides et jonchaies dunaires souvent accompagnées de saules rampants (Salix rosmarinifolia, S. arenaria),
- des roselières, cariçaies et magnocariçaies dunaires.

La classification phytosociologique française les distinguent en sept classes.

## Flore et faune
Ces dépressions humides intradunales présentent une riche biodiversité en particulier lorsque le milieu est suffisamment ouvert,. 
Ces zones abritent une faune (surtout batraciens) et une flore spécifiques, parfois rares, bénéficiant souvent d'un statut de protection réglementaire au niveau national ou régional. Les pannes et leur ceinture de végétation abritent souvent des espèces typiques, parfois rares (Liparis de Loesel par exemple dans le Nord de la France), mais on y trouve aussi des tritons, grenouilles, crapauds, la rainette verte, ou des plantes comme la littorelle, la pyrole à feuilles rondes. 
Ces zones constituent aussi des aires d'alimentation pour l'avifaune. En hiver, le milieu est souvent riche en oiseaux migrateurs.
Selon Corine Biotope, les lettes ou pannes humides sont occupées notamment par une végétation de gazons ou de pelouses pionniers comme l'association Juncenion bufonii, c'est-à-dire des formations pionnières des sables humides avec Samolus valerandi, Centaurium spp., Blackstonia perfoliata, Juncus bufonius, etc. Ces pelouses pionnières varient en fonction de la qualité des paramètres liés aux sables humides, comme la durée d'inondation. On trouve également des associations à Petite Centaurée (Centaurium littorale) et Sagine noueuse (Sagina nodosa var. moniliformis) ou à Samole de Valerand (Samolus valerandi) et Littorelle des lacs (Littorella uniflora). 
Dans certains secteurs du bas Médoc, un faciès régressif à Artemisio-Ephedretum distachyae dominant et Sileno-Helichrysetum stoechadis caractérise le paysage. Les belles lettes sont colonisées et fixées par de vastes tapis d'Ephedra (Ephedra distachya). Mais les lettes subissent de profondes incisions de leur couverture végétale ; les tapis d'Ephedra sont soumis à une forte reprise des phénomènes de déflation. L'action conjuguée de l'érosion éolienne forte et du recul important du trait de côte par érosion maritime, ajoutée à l'action anthropique (véhicules tout-terrain, moto-cross pourtant interdits), font peser une sérieuse menace sur un écosystème dunaire d'intérêt biotique et patrimonial majeur.

Cortège floristique des dépressions interdunaires
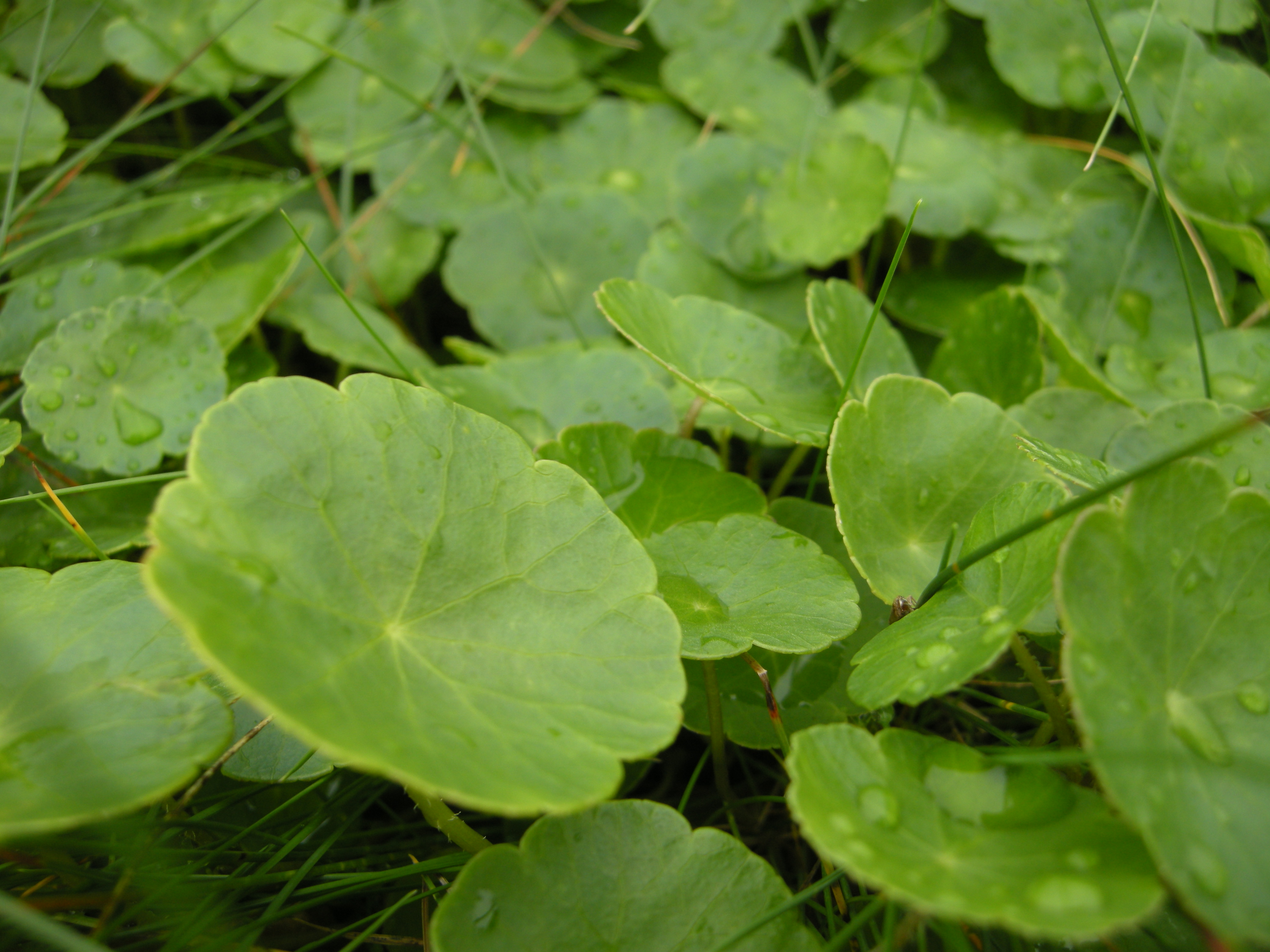
Écuelle d'eau
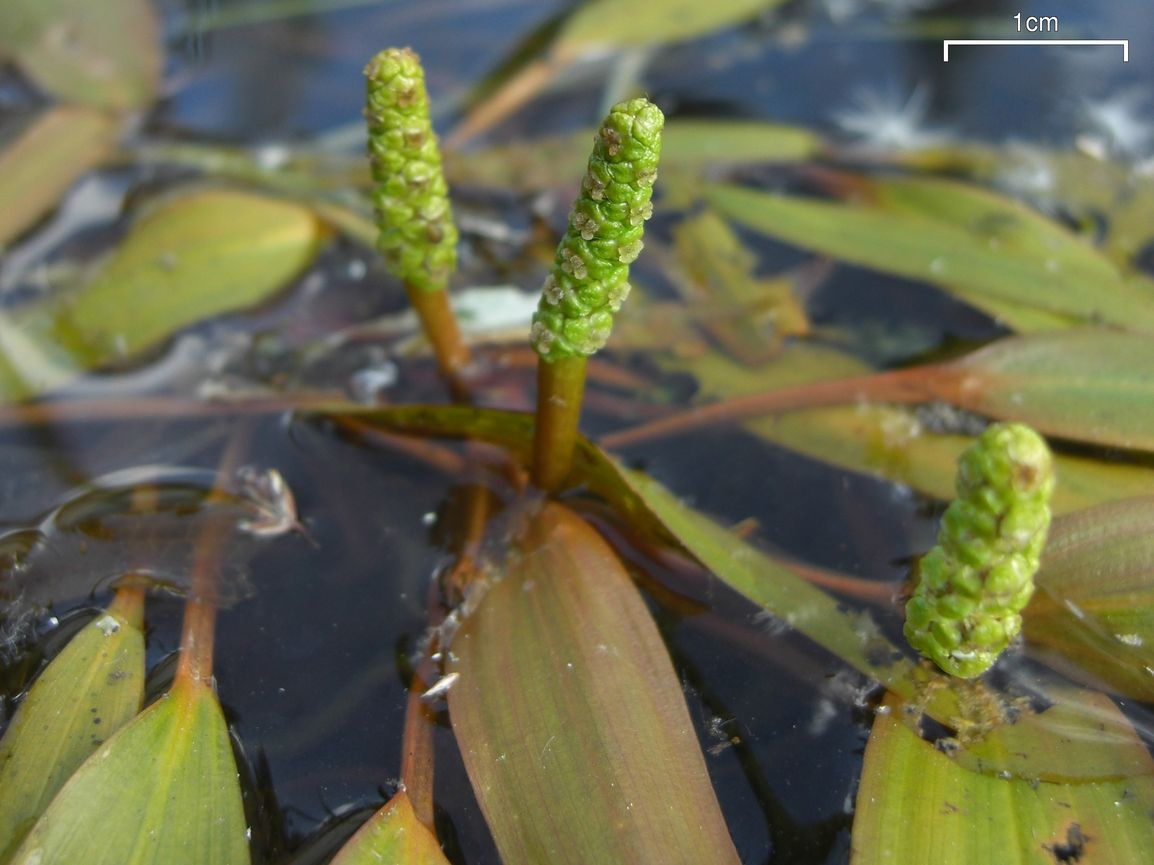
Potamot graminée
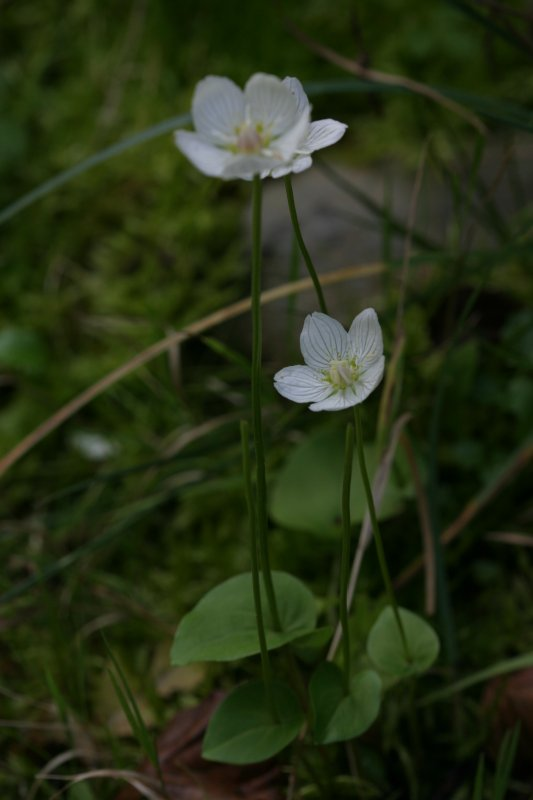
Parnassie des marais
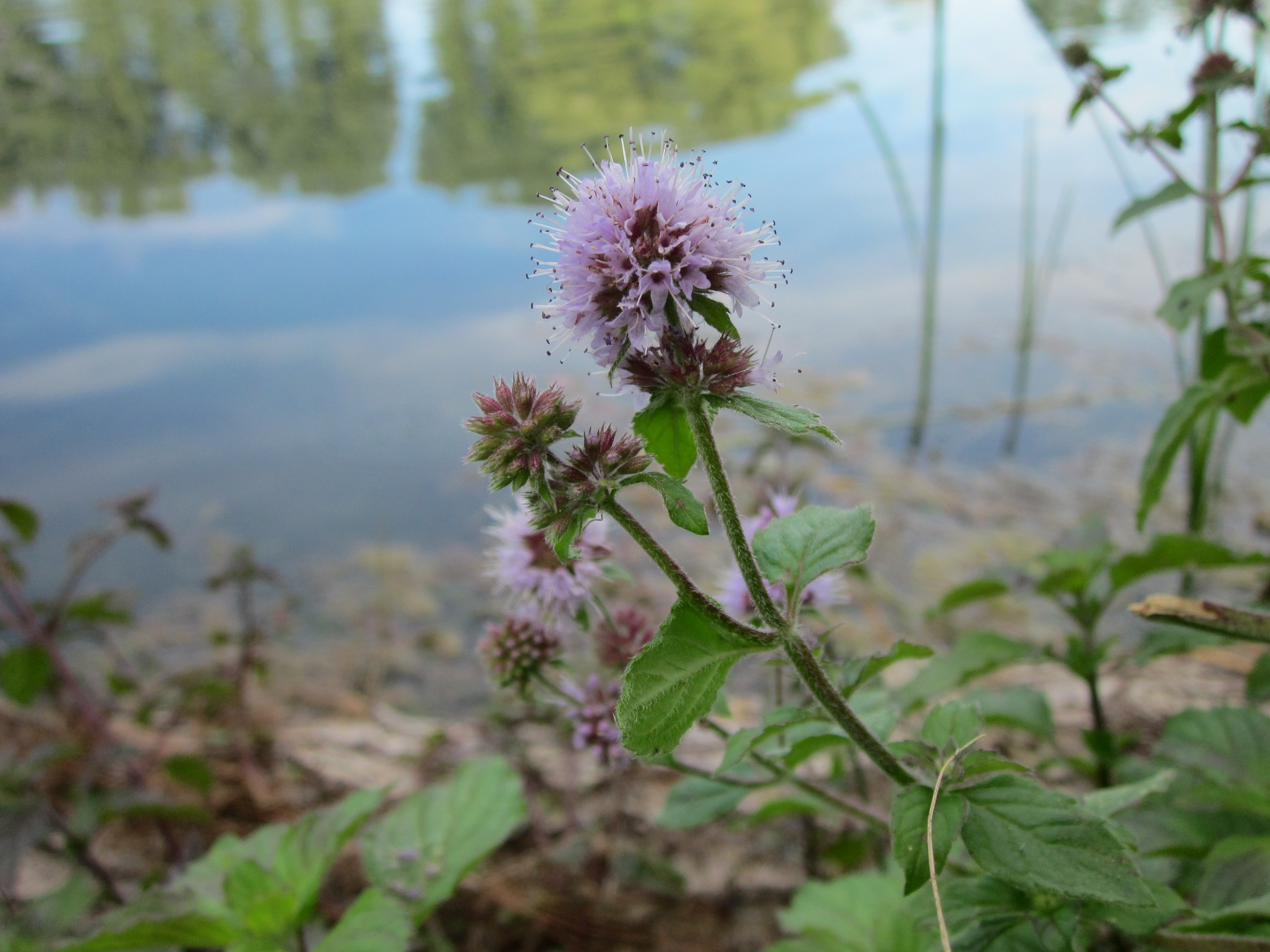
Menthe aquatique
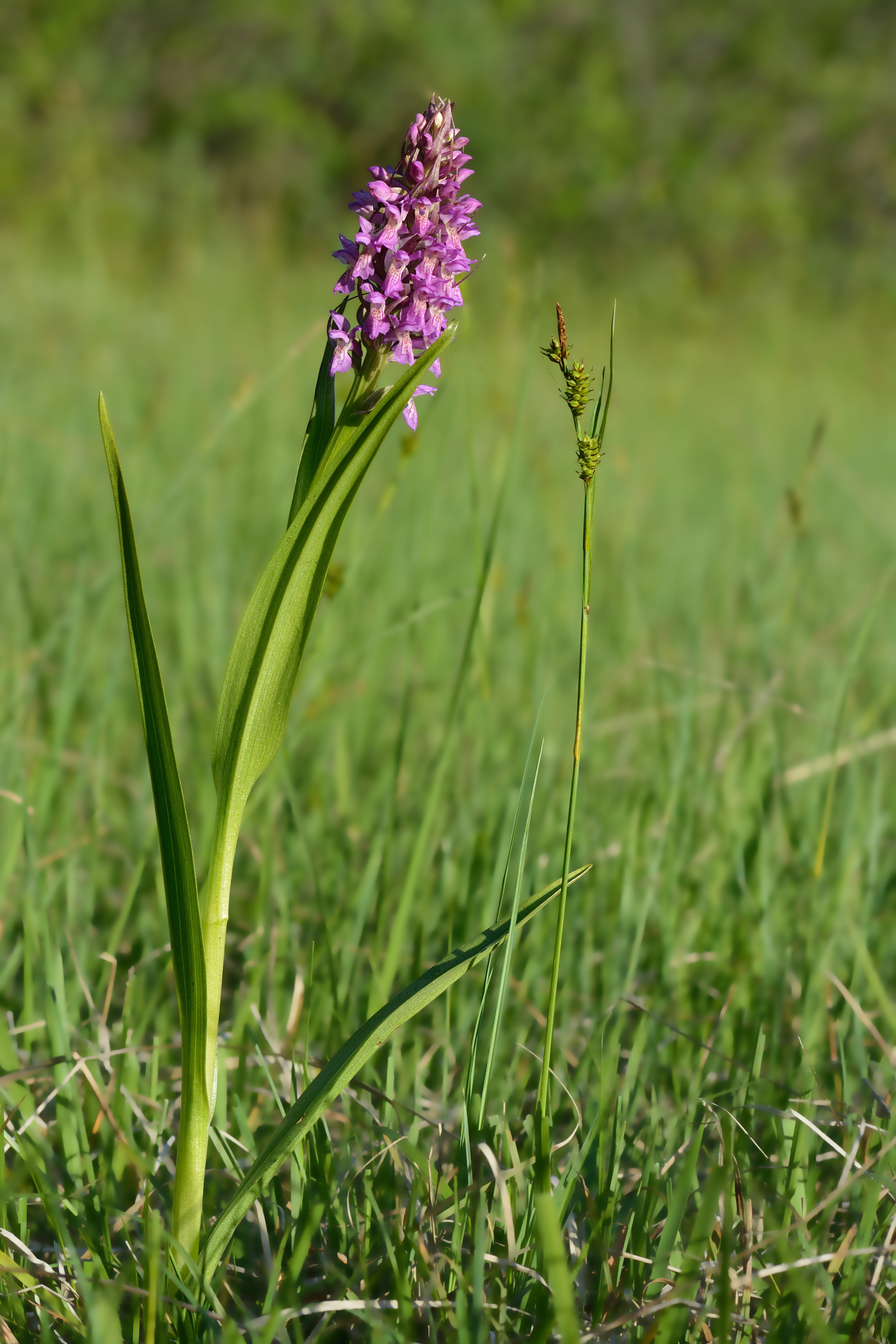
Orchis incarnat

## Menaces et gestion
Les dynamiques naturelles et les actions de l'homme qui tendent à abaisser le niveau de la nappe phréatique participent également à la transformation de cet écosystème fragile. Les autres menaces d'ordre anthropique sont l'abandon de pratiques agricoles (fauche et pâturage), la surfréquentation du massif dunaire, l'urbanisation, la transformation en décharge, les pollutions, le comblement, l'introduction d'espèces ornementales voire invasives. Ces habitats pionniers à forte biodiversité font de plus en plus l'objet de suivis, de protection, de restauration, de gestion interventionniste par exemple par les Conservatoires botaniques, le Conservatoire du littoral ou encore l'ONF.
Dans le cas des systèmes dunaires actifs et compte tenu de fortes contraintes écologiques, les préconisations de gestion relèvent d’une absence d’intervention.
Lorsque les dunes sont stabilisées, plus ou moins fossiles, on pratique généralement une gestion conservatoire fondée sur le rajeunissement de certains habitats pionniers ou susceptibles d’être envahis par des végétations ligneuses.
Il peut être souhaitable d’organiser la maîtrise de la fréquentation pour maintenir ou restaurer cet habitat dans un état de conservation satisfaisant (voir enduro du Touquet).
Le pâturage est un moyen de gestion souvent utilisé. Cependant, un pâturage où les animaux sont libres d'aller sur l'ensemble du site n'est pas toujours propice à la diversité floristique. Des parcelles peuvent ne pas être soumises au pâturage pendant toute la durée de floraison d'une espèce remarquable. Certaines espèces sensibles ou emblématiques de ces habitats naturels (comme la Littorelle à une fleur, l'Ache rampante, l'Ophioglosse vulgaire, le Choin noirâtre, etc.) demandent à être suivies.  
Les lettes apparaissaient jadis, avant que les dunes ne soient fixées, comme des oasis entre les dunes sauvages, aujourd’hui boisées, du « désert landais ». Elles étaient, selon le niveau de l'eau, marais pour la pêche ou la chasse au canard, pâture pour les vaches marines ou les chevaux sauvages, refuges des buissons entre les sables arides. De nos jours, grâce à l'assainissement et la mise en valeur des Landes de Gascogne, l'eau s'y est faite plus rare et les blosas, sables mouvants d'antan, n'y apparaissent plus comme dangereuses.

## Sites de dépressions humides interdunaires
On retrouve ces habitats :
- dans le Nord de la France : dunes de Flandres, dune du Royon, Garennes de Lornel, dunes du Mont Saint-Frieux, dunes de la Slack, etc.
- en Picardie : dunes du Marquenterre,
- en Normandie, aux dunes d'Hatainville (25 ha),
- en Bretagne, en baie d’Audierne, Gâvres-Quiberon, Guisseny, Keremma, Crozon ;
- en Nouvelle-Aquitaine : lettes de la Côte d'Argent (ex : étangs de la Malloueyre à Mimizan ou le domaine de Certes). Dans le passé, on élève du bétail dans les pâturages présents dans ces bas-fonds généralement humides et parcourus de pistes et de chemins muletiers[9]. Les étangs servent également à la pêche et la chasse au canard[2].